# NODAL
An Error has occurred retrieving Wikidata item for infobox
NODALは、ヒトでは10番染色体長腕22.1（10q22.1）に位置するNODAL遺伝子によってコードされている分泌型タンパク質である。NODALはTGF-βスーパーファミリーに属する。このスーパーファミリーに属する他のタンパク質の多くと同様に初期胚発生に関与しており、原始線条の前部に位置する原始結節から側板中胚葉へのシグナル伝達に重要な役割を果たしている。
Nodalシグナルは中胚葉や内胚葉の形成やその後の左右軸構造の形成といった、発生の非常に初期段階に重要である。さらに、Nodalは神経のパターン形成や幹細胞の維持に重要な機能を果たしており、また左右の利き手の形成などその他多くの発生過程にも関与しているようである。

## 原腸形成の誘導
原始結節はNodalを産生しながら一次形成体として機能し、Nodalは初期胚発生と原腸形成のためのシグナル伝達分子としてはたらく。原始結節の形成後、Nodalの分泌によって局所的な細胞遊走が誘導される。DKK1などの二次的シグナルは細胞接着分子のアップレギュレーションまたはダウンレギュレーションによって細胞遊走を可能にし、細胞の移動や類似した細胞との結合が可能となる。
Nodalの最初の波によって臓側内胚葉の原始線条との相対的な移動が誘導され、頭側または前側に前方臓側内胚葉（AVE）が発生する。AVEはNodalの発現後すぐにLeftyなどの抑制因子の分泌を開始し、Nodalを抑制して前後軸パターンを確立する。
原始結節が頭側に伸長するにつれて、高濃度のNodalにさらされたエピブラスト細胞は原始線条への移動を開始して内胚葉となり、中程度の濃度のNodalにさらされたエピブラスト細胞は中胚葉、Nodalによって刺激されなかった細胞は外胚葉となる。この過程によって、一層のエピブラストから成体組織の前駆となる三胚葉構造への転換がなされる。原始結節表面の繊毛の協調的作用により胚の左側ではNodalの濃度が高まり、下流のシグナル伝達カスケードによる後期発生段階での非対称な器官形成に先立って、左右濃度勾配が確立される。Nodalの欠損した場合には原腸形成に失敗し、生存することはできない。

## シグナル伝達
NodalはI型・II型セリン/スレオニンキナーゼ受容体に結合し、Criptoがコレセプターとして作用する。SMAD2/3を介したシグナル伝達とその後のSMAD4の核移行によって増殖と分化に関与する遺伝子の発現が促進される。また、Nodalはポジティブフィードバックループを介して自身の発現も活性化する。Nodalは受容体への結合に干渉するLefty A、Lefty B、Cerberus、Tomoregulin-1といった阻害因子によって緊密に調節されている。

## 種特異性
Nodalは進化的に広く分布しているサイトカインである。Nodalが存在する生物種は脊椎動物に限定されず、その他の後口動物（頭索動物、尾索動物、棘皮動物）、カタツムリなどの前口動物でも保存されているが、線虫C. elegansやショウジョウバエにはNodalホモログは存在しない。またマウスやヒトではNodal遺伝子は1種類しか存在しないのに対し、ゼブラフィッシュにはsquint、cyclops、southpawの3種類、ツメガエルには5種類（xnr1–3、5、6）のパラログが存在する。ゼブラフィッシュのNodalホモログは互いに非常に類似しているが、異なる専門的役割を果たしている。SquintとCyclopsは中内胚葉の形成に重要であるのに対し、Southpawは心臓の非対称的形態形成や内臓の左右非対称性に大きな役割を果たしている。ツメガエルの場合、Xnr1とXnr2は原腸形成時の移動を調節しているのに対し、Xnr5とXnr6は中胚葉の誘導に関与している。マウスでは、Nodalは左右非対称性、神経のパターン形成、中胚葉の誘導への関与が示唆されている。

## 機能
Nodalシグナルは、種特異的な形で中胚葉形成を調節している。ツメガエルでは、Xnrが帯域（marginal zone）に沿った中胚葉の背腹軸形成を制御している。ゼブラフィッシュでは、SquintとCyclopsが中胚葉の動植軸形成を担っている。ニワトリ、マウスでは、それぞれVg1、Nodalがエピブラストにおける原始線条形成を促進する。 ニワトリの発生においては、Nodalはコラーの鎌に発現している。マウスでは、Nodalがノックアウトされた場合には原始線条は存在せず、中胚葉形成に失敗するため、発生は原腸形成直後で停止することが示されている。
中胚葉への決定と比較して、内胚葉への決定にはより高度のNodalの発現を必要とする。ここではNodalはMixファミリーホメオボックスタンパク質を刺激し、これらはSMADと相互作用して内胚葉特異的遺伝子のアップレギュレーションと中胚葉特異的遺伝子の抑制を行う。
また、脊椎動物における内臓器官の左右非対称性もNodalシグナルを介して確立される。Nodalは当初は胚内で対称的に発現しているが、原腸形成後は個体の左側に限定された非対称的分布を示す。この現象は後口動物の間で高度に保存されている。2008年にはカタツムリでもNodalのオルソログが発見され、左右非対称性に関与していることが示された。
前部神経組織の発生を可能にするため、Nodalシグナルは中内胚葉と左右非対称性の誘導後には抑制される必要がある。
マウスやヒト胚性幹細胞（hESC）を用いた研究では、Nodalが幹細胞の自己複製や多能性の維持に関与している可能性が示されている。hESCにおけるNodalの過剰発現は細胞分化の抑制をもたらす。反対に、Nodalやアクチビンシグナルの阻害はhESCの分化を可能にする。

## 関連文献
- “Targeting Nodal in malignant melanoma cells”. Expert Opinion on Therapeutic Targets 11 (4):  497–505. (April 2007). doi:10.1517/14728222.11.4.497. PMID 17373879.
- “Dual roles of Cripto as a ligand and coreceptor in the nodal signaling pathway”. Molecular and Cellular Biology 22 (13):  4439–4449. (July 2002). doi:10.1128/MCB.22.13.4439-4449.2002. PMC 133918. PMID 12052855.
- “Identification of novel isoforms of activin receptor-like kinase 7 (ALK7) generated by alternative splicing and expression of ALK7 and its ligand, Nodal, in human placenta”. Biology of Reproduction 68 (5):  1719–1726. (May 2003). doi:10.1095/biolreprod.102.013045. PMID 12606401.
- “Nodal and ALK7 inhibit proliferation and induce apoptosis in human trophoblast cells”. The Journal of Biological Chemistry 279 (30):  31277–31286. (July 2004). doi:10.1074/jbc.M400641200. PMID 15150278.
- “Nicalin and its binding partner Nomo are novel Nodal signaling antagonists”. The EMBO Journal 23 (15):  3041–3050. (August 2004). doi:10.1038/sj.emboj.7600307. PMC 514924. PMID 15257293.
- “Expression of nodal, lefty-a, and lefty-B in undifferentiated human embryonic stem cells requires activation of Smad2/3”. The Journal of Biological Chemistry 279 (43):  45076–45084. (October 2004). doi:10.1074/jbc.M404979200. PMID 15308665.
- “Cited2 controls left-right patterning and heart development through a Nodal-Pitx2c pathway”. Nature Genetics 36 (11):  1189–1196. (November 2004). doi:10.1038/ng1446. PMID 15475956.
- “Nodal inhibits differentiation of human embryonic stem cells along the neuroectodermal default pathway”. Developmental Biology 275 (2):  403–421. (November 2004). doi:10.1016/j.ydbio.2004.08.031. PMID 15501227.
- “Transcriptional regulation of the homeobox gene Mixl1 by TGF-beta and FoxH1”. Biochemical and Biophysical Research Communications 333 (4):  1361–1369. (August 2005). doi:10.1016/j.bbrc.2005.06.044. PMID 15982639.
- “Activin/Nodal and FGF pathways cooperate to maintain pluripotency of human embryonic stem cells”. Journal of Cell Science 118 (Pt 19):  4495–4509. (October 2005). doi:10.1242/jcs.02553. PMID 16179608.
- “Emerging roles of nodal and Cripto-1: from embryogenesis to breast cancer progression”. Breast Disease 29:  91–103. (2008). doi:10.3233/BD-2008-29110. PMC 3175751. PMID 19029628.
- “Nodal signaling: CrypticLefty mechanism of antagonism decoded”. Current Biology 14 (9):  R341–R343. (May 2004). Bibcode: 2004CBio...14.R341B. doi:10.1016/j.cub.2004.04.020. PMID 15120085.
- “Nodal signaling: developmental roles and regulation”. Development 134 (6):  1023–1034. (March 2007). doi:10.1242/dev.000166. PMID 17287255.
- “Nodal signaling in vertebrate development”. Annual Review of Cell and Developmental Biology 19:  589–621. (Aug 2003). doi:10.1146/annurev.cellbio.19.041603.094522. PMID 14570583.
- “Activin/nodal signaling and pluripotency”. Vitamins and Hormones 85:  39–58. (2011). doi:10.1016/B978-0-12-385961-7.00003-2. ISBN 978-0-12-385961-7. PMID 21353875.
- “Regulation of embryonic stem cell self-renewal and differentiation by TGF-beta family signaling”. Science China. Life Sciences 53 (4):  497–503. (April 2010). doi:10.1007/s11427-010-0096-2. PMID 20596917.